# Yuki Tazawa
Yuki Tazawa (Shizuoka, 16 juli 1979) is een voormalig Japans voetballer.

## Carrière
Yuki Tazawa speelde tussen 2002 en 2006 voor Consadole Sapporo, Jatco, TDK en FC Gifu.

## Statistieken
| Japan   | Japan             | Japan            | League | League | Emperor's Cup | Emperor's Cup | J-League Cup | J-League Cup | Totaal | Totaal |
| Seizoen | Club              | League           | Wed.   | Goals  | Wed.          | Goals         | Wed.         | Goals        | Wed.   | Goals  |
| ------- | ----------------- | ---------------- | ------ | ------ | ------------- | ------------- | ------------ | ------------ | ------ | ------ |
| 2002    | Consadole Sapporo | J. League 1      | 1      | 0      | 0             | 0             | 0            | 0            | 1      | 0      |
| 2003    | Jatco             | Football League  | 25     | 9      | -             | -             | -            | -            | 25     | 9      |
| 2005    | TDK               | Regional Leagues | 10     | 4      | 0             | 0             | -            | -            | 10     | 4      |
| 2006    | FC Gifu           | Regional Leagues |        |        |               |               |              |              |        |        |
| Totaal  | Totaal            | Totaal           | 36     | 13     | 0             | 0             | 0            | 0            | 36     | 13     |